# Eiskalte Typen auf heißen Öfen
Eiskalte Typen auf heißen Öfen (Originaltitel: Uomini si nasce poliziotti si muore) ist ein italienischer Polizeifilm aus dem Jahr 1976, den Ruggero Deodato inszenierte. Die deutschsprachige Erstaufführung erfolgte am 3. September 1976.

## Handlung
Antonio und Alfredo sind Mitglieder einer Motorrad-Spezialeinheit der Polizei, von deren Existenz kaum einer weiß: Sie verhaften die Kriminellen, denen sie auf die Schliche kommen, nicht, sondern töten sie. Ihr Chef belässt es meist bei Ermahnungen. Im Besonderen widmen sie sich der Suche nach Roberto Pasquini, dem Besitzer etlicher Spielhöllen, ein gerissener Gauner, der aufgrund des Tipps korrupter Polizisten seiner Verhaftung entgehen konnte. Nachdem sie etliche Angehörige von Pasquinis Schlägertrupp getötet haben, können sie ihn in seinem Versteck aufspüren. Ihr Chef greift rechtzeitig ein, damit der Gesuchte seine Festnahme überlebt.

## Kritik
„Technisch saubere und ungemein brutale Unterhaltung“, die man auch „eine Art intellektueller Faschismus“ nennen könne, sah Karsten Thurau in seinem Genreüberblick „Der Terror führt Regie“. M.G. nennt den Film rasant und lobt die Schauspieler, während das Lexikon des internationalen Films ihn einen „wenig zimperliche(n) Kriminalfilm“ nennt. Cinema bezeichnet das „B-Movie-Juwel“ als „eine clevere Karikatur der oft comichaften Gewaltorgien des Genres“